# Mecz Gwiazd PLKK 2010
Mecz Gwiazd – Polska – Gwiazdy FGE 2010 – towarzyski mecz koszykówki rozegrany 9 stycznia 2010 roku w Pruszkowie. W spotkaniu wzięły udział zawodniczki najwyższej klasy rozgrywkowej w Polsce oraz reprezentantki Polski.
Z powodu kontuzji w spotkaniu nie wystąpiły Magdalena Leciejewska i Agnieszka Kaczmarczyk, w ich miejsce trener Maciejewski powołał do kadry Patrycję Gulak-Lipkę oraz Ewelinę Galę.
Do udziału w spotkaniu została także powołana Alana Beard z Lotosu, jednak na początku stycznia 2010 roku rozwiązała umowę z klubem za porozumieniem stron.
- MVP – Samantha Richards (Gwiazdy)
- Zwyciężczyni konkursu rzutów za 3 punkty – Tracy Gahan (Gwiazdy)

## Statystyki spotkania
- Trener kadry Polski: Dariusz Maciejewski (KSSSE AZS PWSZ

Gorzów Wlkp.) 
- Trener drużyny gwiazd: José Ignacio Hernández (Wisła Can-Pack Kraków), asystent: Jorge Aragones (Wisła Can-Pack Kraków)

| Polska – 75                               | Polska – 75                               | Polska – 75                               | 95 – Gwiazdy FGE                          | 95 – Gwiazdy FGE                          | 95 – Gwiazdy FGE                          | 95 – Gwiazdy FGE                          |                                           |
| Wyniki Kwart – 17:20, 21:30, 19:23, 18:22 | Wyniki Kwart – 17:20, 21:30, 19:23, 18:22 | Wyniki Kwart – 17:20, 21:30, 19:23, 18:22 | Wyniki Kwart – 17:20, 21:30, 19:23, 18:22 | Wyniki Kwart – 17:20, 21:30, 19:23, 18:22 | Wyniki Kwart – 17:20, 21:30, 19:23, 18:22 | Wyniki Kwart – 17:20, 21:30, 19:23, 18:22 | Wyniki Kwart – 17:20, 21:30, 19:23, 18:22 |
| Zawodnik                                  | Klub                                      | Pkt                                       | Zawodnik                                  | Kraj                                      | Klub                                      | Pkt                                       |                                           |
| ----------------------------------------- | ----------------------------------------- | ----------------------------------------- | ----------------------------------------- | ----------------------------------------- | ----------------------------------------- | ----------------------------------------- | ----------------------------------------- |
| Justyna Żurowska                          | KSSSE AZS PWSZ Gorzów Wlkp.               | 2                                         | Samantha Richards                         | Australia                                 | KSSSE AZS PWSZ Gorzów Wlkp.               | 10                                        |                                           |
| Ewelina Kobryn                            | Wisła Can-Pack Kraków                     | 11                                        | Veronika Bortelová                        | Czechy                                    | CCC Polkowice                             | 9                                         |                                           |
| Agnieszka Skobel                          | AZS Poznań                                | 2                                         | Marta Fernández                           | Hiszpania                                 | Wisła Can-Pack Kraków                     | 4                                         |                                           |
| Daria Mieloszyńska                        | CCC Polkowice                             | 10                                        | Ashley Shields                            | Stany Zjednoczone                         | Blachy Pruszyński Lider Pruszków          | 14                                        |                                           |
| Paulina Pawlak                            | Wisła Can-Pack Kraków                     | 4                                         | Tracy Gahan                               | Stany Zjednoczone                         | Blachy Pruszyński Lider Pruszków          | 2                                         |                                           |
| Ewelina Gala                              | Energa Toruń                              | 8                                         | Sidney Spencer                            | Stany Zjednoczone                         | KSSSE AZS PWSZ Gorzów Wlkp.               | 10                                        |                                           |
| Weronika Idczak                           | AZS Poznań                                | 6                                         | Amisha Carter                             | Stany Zjednoczone                         | CCC Polkowice                             | 7                                         |                                           |
| Agnieszka Majewska                        | Wisła Can-Pack Kraków                     | 5                                         | Ivana Matović                             | Serbia                                    | Lotos Gdynia                              | 17                                        |                                           |
| Katarzyna Dźwigalska                      | KSSSE AZS PWSZ Gorzów Wlkp.               | 3                                         | Janell Burse                              | Stany Zjednoczone                         | Wisła Can-Pack Kraków                     | 18                                        |                                           |
| Monika Krawiec                            | Energa Toruń                              | 4                                         | Brittany Denson                           | Stany Zjednoczone                         | KS Odra Brzeg                             | 4                                         |                                           |
| Katarzyna Krężel                          | Utex ROW Rybnik                           | 4                                         |                                           |                                           |                                           |                                           |                                           |
| Izabela Piekarska                         | KSSSE AZS PWSZ Gorzów Wlkp.               | 4                                         |                                           |                                           |                                           |                                           |                                           |
| Joanna Walich                             | Tęcza Leszno                              | 3                                         |                                           |                                           |                                           |                                           |                                           |
| Małgorzata Babicka                        | CCC Polkowice                             | 3                                         |                                           |                                           |                                           |                                           |                                           |
| Klaudia Sosnowska                         | Lotos Gdynia                              | 2                                         |                                           |                                           |                                           |                                           |                                           |
| Anna Pietrzak                             | CCC Polkowice                             | 2                                         |                                           |                                           |                                           |                                           |                                           |
| Patrycja Gulak-Lipka                      | Energa Toruń                              | 2                                         |                                           |                                           |                                           |                                           |                                           |
| Olivia Tomiałowicz                        | Lotos Gdynia                              | 0                                         |                                           |                                           |                                           |                                           |                                           |
| Agata Gajda                               | Energa Toruń                              | 0                                         |                                           |                                           |                                           |                                           |                                           |
| Justyna Jeziorna                          | CCC Polkowice                             | 0                                         |                                           |                                           |                                           |                                           |                                           |